# Alto (film)
Pour les articles homonymes, voir Alto.
Pour plus de détails, voir Fiche technique et Distribution.
Alto est un film américain de 2015 réalisé par Mikki del Monico. 

## Synopsis
Frankie est une musicienne passionnée par son groupe de rock et son héritage Italien et Américain. Elle est fiancée à un homme italien, et tout dans sa vie semble parfait jusqu'à ce qu'elle découvre un corps dans le coffre de sa voiture de location. Heather, sa sœur, convainc Frankie d'assister aux funérailles où elle fait la rencontre de Nicolette, la fille du nouveau parrain de la mafia de Brooklyn. Lorsque Nicolette se présente à un concert, cela va déclencher une série d'évènements qui vont entrainer Frankie vers une histoire d'amour inattendue.

## Fiche technique
- Titre complet : Alto : Two girls, One gun, The Mob.
- Réalisation : Mikki del Monico
- Scénario : Mikki del Monico
- Producteur exécutif :
- Musique :
- Pays d'origine :  États-Unis
- Genre : Comédie, romance saphique
- Durée : 101 minutes (1 h 41)
- Date de sortie : 
  - États-Unis : 1er août 2015

## Distribution
- Annabella Sciorra : Sofia Del Vecchio
- Natalie Knepp : Nicolette Bellafusco
- Ward Horton : l'agent du FBI Laughlin
- Lin Tucci : Lina Cappelletti
- Billy Wirth : Caesar Bellafusco
- David Valcin : Mike Del Vecchio
- Lou Martini Jr. : Louie 'Chinz' Chinzano
- Adrienne LaValley : Groupie
- Diana DeGarmo : Frankie Del Vecchio
- Melanie Minichino : Heather Del Vecchio
- Darlene Violette : Tootsie Chinzano
- Frank Fortunato : Vince D'Amico
- Toni D'Antonio : agent LeDoux
- Nicholas J. Giangiulio : Guglielmo Cappelletti
- Antonia Rey : Nonna Del Vecchio
- Rob Alicea

## Lieux de tournage
Marine Park (en), Brooklyn, New York, état de New York, États-Unis.